# Ortorrafs
Els ortorrafs (Orthorrhapha, gr. orthos, "recte" i raphe, "sutura") són un clade de dípters braquícers que, malgrat que hi ha dubtes sobre la seva monofília, és usat en la reordenació taxonòmica dels dípters de Pape et al.

## Taxonomia
Segons Pape et al. inclou les següents superfamílies i famílies:
- Incertae sedis
  - Família †Eomyiidae Rohdendorf, 1962 (1 gènere, 1 espècies)
  - Família Nemestrinidae Griffith & Pidgeon, 1832 (26 gèneres, 300 espècies)
  - Família †Prosechamyiidae Blagoderov & Grimaldi, 2007 (1 gènere, 2 espècies)
  - Família †Rhagionemestriidae Ussatchov, 1968 (2 gèneres, 3 espècies)
- Superfamília [no anomenada]
  - Família Acroceridae Leach, 1815 (55 gèneres, 400 espècies)
  - Família Hilarimorphidae Williston, 1896 (2 gèneres, 36 espècies)
- Superfamília [no anomenada]
  - Família Vermileonidae Williston, 1886 (12 gèneres, 61 espècies)
- Superfamília Asiloidea Latreille, 1802
  - Família Bombyliidae Latreille, 1802 (275 gèneres, 5,382 espècies)
  - Família Asilidae Latreille, 1802 (555 gèneres, 7,531 espècies)
  - Família †Cratomyiidae Mazzarolo & Amorim, 2000 (2 gèneres, 2 espècies)
  - Família †Protapioceridae Ren, 1998 (1 gènere, 3 espècies)
  - Família Mydidae Latreille, 1809 (66 gèneres, 498 espècies)
  - Família Apioceridae Bigot, 1857 (1 gèneres, 143 espècies)
  - Família Evocoidae Yeates, Irwin & Wiegmann 2006 (1 gènere, 1 espècies)
  - Família Apsilocephalidae Nagatomi, Saigusa, Nagatomi & Lyneborg, 1991 (4 gèneres, 7 espècies)
  - Família Scenopinidae Burmeister, 1835 (25 gèneres, 420 espècies)
  - Família †Protomphralidae Rohdendorf, 1957 (2 gèneres, 2 espècies)
  - Família Therevidae Newman, 1834 (128 gèneres, 1,143 espècies)
- Superfamília Rhagionoidea Latreille, 1802
  - Família Austroleptidae Nagatomi, 1982 (1 gènere, 8 espècies)
  - Família Bolbomyiidae Stuckenberg, 2001 (1 gènere, 4 espècies)
  - Família †Palaeostratiomyiidae Rohdendorf, 1938 (1 gènere, 1 espècies)
  - Família Rhagionidae Latreille, 1892 (47 gèneres, 756 espècies)
  - Família †Rhagionempididae Rohdendorf, 1951 (5 gèneres, 5 espècies)
  - Família †Eostratiomyiidae Rohdendorf, 1951 (1 gènere, 1 espècies)
- Superfamília Stratiomyoidea Latreille, 1802
  - Família Panthophthalmidae Bigot, 1886 (2 gèneres, 20 espècies)
  - Família Stratiomyidae Latreille, 1802 (385 gèneres, 2,690 espècies)
  - Família Xylomyidae Verrall, 1901 (4 gèneres, 138 espècies)
  - Família †Zhangsolvidae Nagatomi & Yang, 1998 (1 gènere, 1 espècies)
- Superfamília Tabanoidea Latreille, 1802
  - Família Athericidae Nowicki, 1873 (12 gèneres, 133 espècies)
  - Família Oreoleptidae Zloty, Sinclair & Pritchard, 2005 (1 gènere, 1 espècies)
  - Família Pelecorhynchidae Enderlein, 1922 (2 gèneres, 49 espècies)
  - Família Tabanidae Latreille, 1802 (156 gèneres, 4,434 espècies)
  - Família †Uranorhagionidae Zhang, Yang & Ren, 2010 (2 gèneres, 5 espècies)
- Superfamília Xylophagoidea Fallén, 1810
  - Família †Archisargidae Rohdendorf, 1951 (6 gèneres, 17 espècies)
  - Família †Eremochaetidae Ussatchov, 1968 (9 gèneres, 16 espècies)
  - Família †Kovalevisargidae Mostovski, 1997 (2 gèneres, 2 espècies)
  - Família †Protobrachyceridae Rohdendorf, 1964 (1 gènere, 3 espècies)
  - Família Xylophagidae Fallén, 1810 (15 gèneres, 145 espècies)
- Clade EREMONEURA Lameere, 1906
  - Incertae sedis
    - Família †Chimeromyiidae Grimaldi, Cumming & Arillo, 2009 (2 gèneres, 8 espècies)

  - Superfamília Empidoidea Latreille, 1804
    - Família Atelestidae Hennig, 1970 (11 gèneres, 22 espècies)
    - Família Brachystomatidae Melander, 1908 (20 gèneres, 153 espècies)
    - Família Dolichopodidae Latreille, 1809 (268 gèneres, 7,358 espècies)
    - Família Empididae Latreille, 1804 (104 gèneres, 3,142 espècies)
    - Família Homalocnemiidae Collin, 1928 (1 gènere, 7 espècies)
    - Família Hybotidae Macquart, 1823 (75 gèneres, 2,005 espècies)
    - Família “Iteaphila-group” (2 gèneres, 27 espècies)
    - Família Oreogetonidae Chvála, 1976 (1 gènere, 36 espècies)

  - Superfamília Apystomyioidea Nagatomi & Liu, 1994
    - Família Apystomyiidae Nagatomi & Liu, 1994 (1 gènere, 1 espècies)